# Palomar 1
Palomar 1 est un amas globulaire dans la constellation de Céphée dans la ceinture de la Voie lactée. C'est la première découverte de George Abell en 1954 à l'observatoire du Mont Palomar de Caltech.
Sa métallicité est estimée à [Fe/H] = -0.60.
Ce n'est pas une galaxie naine mais elle a la même évolution que Sagittaire (galaxie naine) et Terzan 7.

## Note & source
1. ↑  van den Bergh, Sidney; Mackey, A. D. (2004). "Globular clusters and the formation of the outer Galactic halo". Monthly Notices of the Royal Astronomical Society 354 (3): 713–719.